# پارک هی سون
پارک هی سون (کره‌ای: 박희순؛ زادهٔ ۱۳ فوریه ۱۹۷۰) بازیگر اهل کره جنوبی است. او با مدرک تئاتر از مؤسسه هنر سئول فارغ‌التحصیل شد و یکی از اعضای کمپانی Mokwha Repertory از سال ۱۹۹۰ تا ۲۰۰۱ بود. او بازیگری در فیلم را در سال ۲۰۰۲ آغاز کرد و برندهٔ چندین جایزهٔ بهترین بازیگر تازه‌کار مرد برای بازی در فیلم هفت روز (۲۰۰۷) شد.
از فیلم‌ها و مجموعه‌های تلویزیونی که وی در آن نقش داشته‌است می‌توان به هانسل و گرتل، مظنون، عصر سایه‌ها، ۱۹۸۷: وقتی روز فرا می‌رسد، جادوگر: بخش ۱. انهدام، انتقام‌گیر و نام من اشاره کرد.